# Прашка
Прашка (пољ. Praszka) град је у Пољској у Војводству опољском. По подацима из 2012. године број становника у месту је био 8052.

## Становништво
| 2012. |
| ----- |
| 8.052 |